# Sisowath Sirik Matak

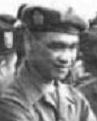
Prins Sisowath Sirik Matak (1971)

Prins Sisowath Sirik Matak (Khmer: ស៊ីសុវត្ថិ សិរិមតៈ) (Phnom Penh 22 januari 1914 - aldaar 21 april 1975) was een Cambodjaans politicus die behoorde tot het Huis van Sisowath, een van de twee koninklijke huizen van Cambodja, dat van 1904 tot 1941 aan de macht was en twee koningen leverde.

## Biografie

### Achtergrond
Prins Sisowath Sirik Matak was de kleinzoon van koning Sisowath I (1840-1927) die van 1904 tot 1927 regeerde. Hij bezocht het lyceum van Saigon, Frans-Indochina en volgde daarna een opleiding rechtswetenschappen in Phnom Penh om vervolgens als mandarijn in staatsdienst te treden.

### Vroege carrière
Na het overlijden van koning Sisowath Monivong in 1941 was Sirik Matak een van de drie kandidaten voor de troon van Cambodja, maar de Franse kolonisator verkoos prins Norodom Sihanouk boven de andere kandidaten. Met de troonsbestijging van Sihanouk kwam er een einde aan meer dan vijfendertig jaar regering van het Huis van Sisowath. Na de Tweede Wereldoorlog deed Sirik Matak zijn intrede in de politiek. Hij sloot zich aan bij de rechtse Partij van de Khmerrenovatie van generaal Lon Nol en was in 1947 kandidaat bij de parlementsverkiezingen, maar werd niet gekozen. Van 1951 tot 1952 was hij algemeen secretaris van de minister-president en van 1952 tot 1953 was hij staatssecretaris van Defensie. In 1953 was hij minister van Defensie, PTT en Buitenlandse Zaken. Vervolgens was hij van 1955 tot 1958 nogmaals minister van Defensie. Daarnaast bekleedde hij diverse andere ministersposten (1956 Onderwijs en Staatsveiligheid; 1957-1958 Informatie en Toerisme). In 1955 sloot Sirik Matak zich aan bij de partij Sangkum, die door de koning was gevormd als enige partij en bijgevolg de Partij van de Khmerrenovatie had geabsorbeerd.

### Ambassadeur en vicepremier
Naast het bekleden van verscheidene ministersposten, vervulde hij ook diverse diplomatieke ambten: vertegenwoordiger van Cambodja bij UNESCO (1961-1962), ambassadeur in de Volksrepubliek China en Mongolië (1962-1964) - gevolgd door een periode als minister van Onderwijs (1964-1966) - en ambassadeur in Japan (1966-1969). Na zijn terugkeer in Cambodja was hij plaatsvervangend minister-president onder premier Lon Nol. Hoewel een groot deel van zijn carrière plaatsvond onder de regering van Sihanouk, bleef hij altijd een onverzoenlijk tegenstander van de laatste. Hij was een fel criticaster van diens neutralistische buitenlandse politiek, een politiek die Sirik Matak vooral zag als procommunistisch. Hij onderhield goede contacten met Lon Nol, die hij al kende sinds de jaren veertig toen zij samen leiding gaven aan de Partij van de Khmerrenovatie. Zowel Lon Nol als Sirik Matak waren sterk anticommunistisch georiënteerd. Sirik Matak, die uitgroeide tot de machtigste figuur binnen de regering, en Lon Nol waren vooral bezorgd over de straffeloze grensoverschrijdingen van de Vietcong. Toen Sihanouk in de periode 1969-1970 veel in het buitenland verkeerde greep Lon Nol in wanneer de Vietcong de grenzen van Cambodja overschreden. Daarnaast ontbond de Cambodjaanse regering de handelsverdragen met Noord-Vietnam. Sihanouk was naar verluidt weinig ingenomen met de stappen van zijn regering en wilde zich na zijn terugkeer in Cambodja ontdoen van Lon Nol en Sirik Matak, alsmede enkele andere ministers die hem onwelgevallig waren. Omdat Lon Nol en Sirik Matak vreesden voor hun leven besloten zij tegen Sihanouk samen te zweren. Een sleutelfiguur binnen het complot was Lon Non, de broer van Lon Nol. Toch was het uiteindelijk Sirik Matak die op 12 maart 1970 de knoop doorhakte om een staatsgreep te plegen. Het verloop van de staatsgreep verliep vrij soepel, hoewel er enige weerstand was van de zijde van koninklijke garde.

### Khmerrepubliek

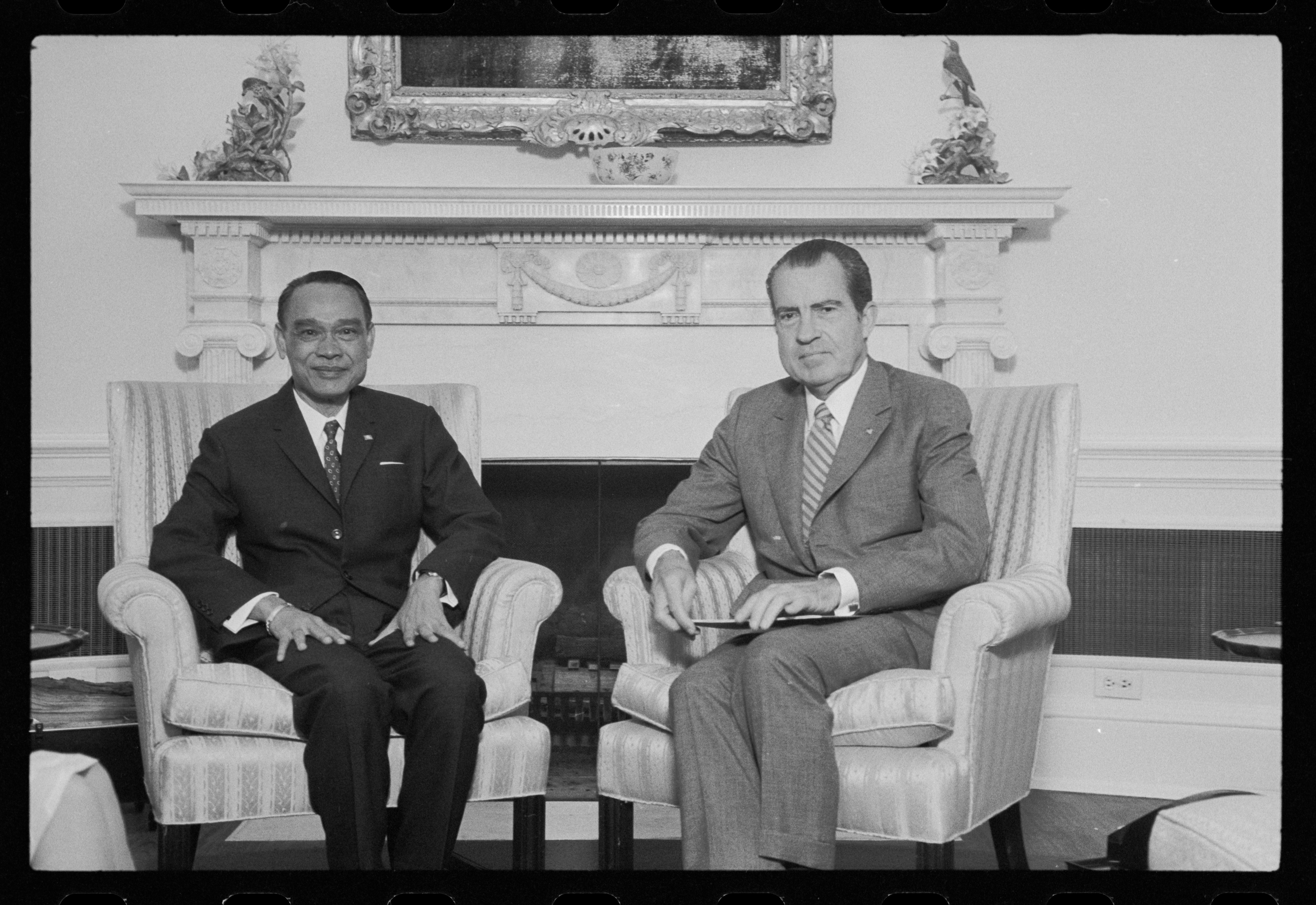
Sirik Matak (links) met president Richard Nixon van de VS in 1971

Na het succesvol verlopen van de staatsgreep bleef Cambodja aanvankelijk nominaal een monarchie en Sirik Matak speelde met het idee om zijn schoonzoon prins Sisowath Duongchivin koning van het land te maken., maar dit idee werd snel van tafel geveegd omdat de meeste deelnemers aan de staatsgreep de monarchie wilden afschaffen, hetgeen ook op 9 oktober 1970 gebeurde toen de Khmerrepubliek werd uitgeroepen. Sirik Matak bleef vicepremier en bouwde zijn macht verder uit. Vanwege de zwakke gezondheid van Lon Nol oefende Sirik Matak ook regelmatig rechtstreekse macht uit. Sirik Matak deed afstand van zijn prinselijke titel en richtte de Republikeinse Partij op, die pro-Amerikaans was georiënteerd. Hij werd ook bevorderd tot generaal-majoor en verscheen sindsdien steeds vaker in uniform. In maart 1971 werd hij vicevoorzitter van de Regering van Nationale Eenheid (waarvan Lon Nol voorzitter werd).

### Premier en lid van de Hoge Politieke Raad
Op 10 maart 1972 nam Lon Nol het presidentschap over van Cheng Heng en werd Sirik Matak benoemd tot premier. Op 18 maart moest hij reeds na aanhoudende studentendemonstraties plaatsmaken voor de nationalistische leider Son Ngoc Thanh.
De politieke onrust in het land als gevolg van de burgeroorlog van de regering in Phnom Penh met de Rode Khmer en de monarchisten van Sihanouk, alsook de aanhoudende regeringscrises noopte Lon Nol tot het instellen van een Hoge Politieke Raad waarin naast hijzelf, ook Sirik Matak en andere staatslieden zitting hadden. De bewegingsvrijheid van Sirik Matak was echter sterk ingeperkt door Lon Nol die hem onder een soort huisarrest had gesteld. De relatie tussen de twee was aanmerkelijk bekoeld geraakt. In de loop der tijd was de politieke rol van Sirik Matak uitgespeeld.

### Dood
Na de val van Phnom Penh in april 1975 in de handen van de Rode Khmer werden verscheidene regeringsleden, maar ook leden van het voormalige koninklijke huis, gevangengenomen en door de Rode Khmer afgevoerd. Het merendeel werd nog in april van dat jaar terechtgesteld. Waarschijnlijk werd Sirik Matak op 21 april om het leven gebracht. Anders dan Lon Nol, die naar de Verenigde Staten van Amerika was gevlucht, was Sirik Matak in Cambodja achtergebleven en weigerde pertinent om het land te ontvluchtten. Hij ging ook niet in op het verzoek van de Amerikaanse ambassadeur in Phnom Penh om het land met Amerikaanse hulp te verlaten.